# International Arctic Science Committee
Das International Arctic Science Committee (IASC) ist eine Nichtregierungsorganisation, die sich aus internationalen Wissenschaftsteams zusammensetzt. Das Hauptforschungsgebiet ist die Arktis. Der IASC will die Arktisforschung und das wissenschaftliche Verständnis für die Arktis und deren Rolle im Erdsystem fördern.
Das IASC wurde 1990 gegründet und hat sein Sekretariat in Potsdam.
Die Aufgaben des IASC liegen in der Förderung der Arktisforschung. Dafür werden unter anderem Konferenzen, Langzeitprojekte oder Workshops durchgeführt. Unterorganisationen werden für spezielle Ziele gegründet. Konkret sind das folgende:
- IPY (International Polar Year): Mitarbeit im Internationalen Polarjahr 2007/2008
- ISAC (International study of Arctic Change): Eine internationale Studie zum globalen Wandel in der Arktis
- ICARP (International Conference on Arctic Research Planning): Im November 2005 fand in Kopenhagen eine Konferenz statt, die arktische Forschung der nächsten 10 bis 15 Jahre planen und koordinieren sollte.
- ACIA (Arctic Climate Impact Assessment): In Zusammenarbeit mit dem arktischen Rat entstandene Bestandsaufnahme des Klimawandels in der Arktis und seinen Auswirkungen.
- SAON (Sustaining Arctic Observing Networks): Um alle Beobachtungsdaten aus der Arktis für Wissenschaftler leichter zugänglich zu machen, wurde SAON ins Leben gerufen. Dieses Projekt sammelt und verwaltet alle gewonnenen Daten.